# Pohřebiště württemberských panovníků

Znak Württemberského království z roku 1817

Toto je seznam pohřebišť panovníků Württemberského království, které existovalo v letech 1806 až 1918. Králové byli pohřbíváni v Ludwigsburku a Stuttgartu.
| Jméno                         | Doba života | Místo pohřbení                                        |
| ----------------------------- | ----------- | ----------------------------------------------------- |
| král Fridrich I.              | 1754–1816   | Zámecká kaple v rezidenčním zámku v Ludwigsburku      |
| Augusta Brunšvicko-Lüneburská | 1764–1788   | Kostel v Kullamaa, Estonsko                           |
| Šarlota Augusta Württemberská | 1766–1828   | Zámecká kaple v rezidenčním zámku v Ludwigsburku      |
| král Vilém I.                 | 1781–1864   | Pohřební kaple na Württembergu ve Štokartu-Rotenbergu |
| Karolína Augusta Bavorská     | 1792–1873   | Františkova hrobka v císařské hrobce ve Vídni         |
| Kateřina Pavlovna             | 1788–1819   | Pohřební kaple na Württembergu ve Štokartu-Rotenbergu |
| Pavlína Württemberská         | 1800–1873   | Zámecká kaple v rezidenčním zámku v Ludwigsburku      |
| král Karel I.                 | 1823–1891   | Zámecká kaple Starého zámku ve Štokartu               |
| Olga Nikolajevna Romanovová   | 1822–1892   | Zámecká kaple Starého zámku ve Štokartu               |
| král Vilém II.                | 1848–1921   | Starý hřbitov v Ludwigsburgu                          |
| Marie Waldecko-Pyrmontská     | 1857–1882   | Starý hřbitov v Ludwigsburgu                          |
| Šarlota ze Schaumburg-Lippe   | 1864–1946   | Starý hřbitov v Ludwigsburgu                          |